# Hylaeamys yunganus
Hylaeamys yunganus és una espècie de mamífer rosegador de la família dels cricètids. Viu a altituds d'entre 0 i 2.000 msnm a Bolívia, el Brasil, Colòmbia, l'Equador, la Guaiana Francesa, Guyana, el Perú, Surinam i Veneçuela. Els seus hàbitats naturals són les zones pertorbades i els boscos primaris. És una espècie en risc mínim, és a dir, no sembla que hi hagi cap amenaça significativa per a la seva supervivència.